# Grahame Clark

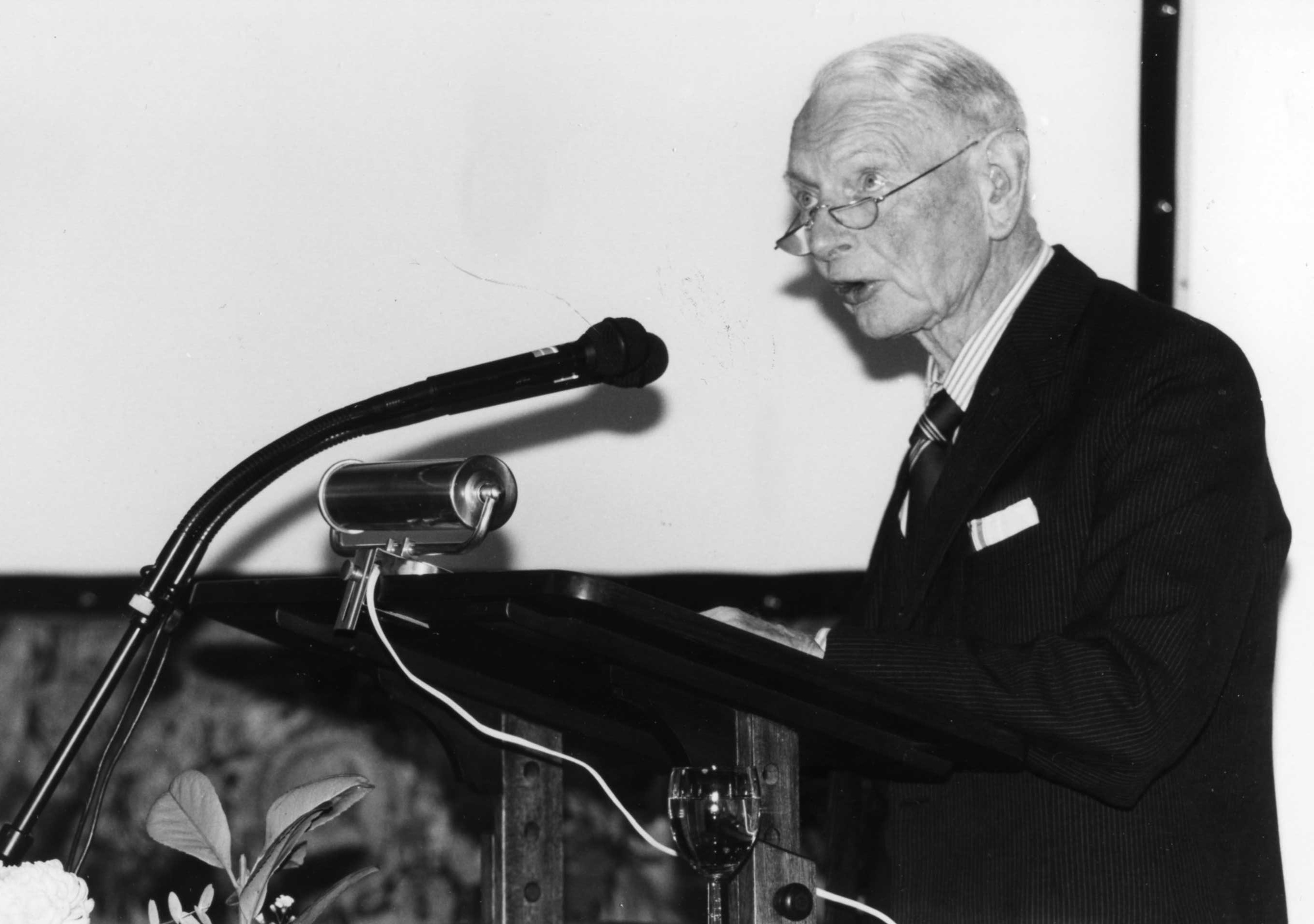
Grahame Clark (Erasmuspreis, 1990)

Sir John Grahame Douglas Clark CBE (* 28. Juli 1907 in Kent; † 12. September 1995 in Cambridge) war ein britischer Prähistoriker, dessen Forschungsschwerpunkte im Bereich des Paläolithikums und Mesolithikums lagen.

## Kindheit und Jugend
Grahame Clark kam am 28. Juli 1907 als ältester Sohn von Charles Douglas und Maude Ethel Clark (geborene Shaw) zur Welt. Die Familie lebte in Bromley in Kent. Clark sah seinen Vater zum letzten Mal im Jahr 1914, als dieser als Offizier nach Frankreich aufbrach, um dort im Ersten Weltkrieg gegen die Deutschen zu kämpfen. Später wurde Lieutenant Colonel Clark in den Nahen Osten, anschließend nach Indien abkommandiert und erlag 1919 während seiner Rückreise nach Großbritannien der Grippe.
In der Folgezeit wurde Grahame Clark von seiner Mutter und seinem Onkel großgezogen. Bereits in dieser frühen Phase seines Lebens begann er, sich erste Kenntnisse in der Archäologie anzueignen; sein Mentor in jener Zeit war ein Nachbar der Familie, Mr. Bird, der den Jungen bald zu einer eigenen Sammlung von Feuerstein-Artefakten bewegen konnte. In der Schule trat Clark der Natural History Society bei, für die er regelmäßig Berichte schrieb, was ihm den Spitznamen „Stones and Bones“ einbrachte. Themen dieser Reporte waren stets Beschreibungen von Feuersteinartefakten.
Von 1923 bis 1926 war Clark führendes Mitglied dieser Gesellschaft. Sein Interesse an ur- und frühgeschichtlichen Themen bewogen ihn dazu, ab 1926 ein Studium der Archäologie anzustreben.

## Studienjahre
Von 1926 bis 1932 studierte Clark prähistorische Archäologie, Geschichte und Anthropologie an der Universität von Cambridge. Sein Dozent in der Ur- und Frühgeschichte war Miles Burkitt (1890–1971). Zu den Werken bzw. Autoren, die Clark während dieser Zeit besonders beeinflussten, gehörten unter anderem:
- Gordon Childe: The Dawn of european civilization (London 1925)
- Cyril Fox: Archeology of the Cambridge Region (Cambridge 1923)
- Grafton Elliot Smith: The evolution of man (1924)
- Louis Leakey: East African Archeological Research Expeditions (1926–1929)
- sowie die Zeitschrift Antiquity mit Beiträgen von Leonard Woolley, Grafton Elliot Smith, Gertrude Caton-Thompson und Dorothy Garrod.

Seine Studien führten Clark schließlich zu einer Doktorarbeit über die mesolithischen Steingeräteindustrien Großbritanniens, welche 1932 beendet und unter dem Titel „The Mesolithic Age in Britain“ veröffentlicht wurde.
1936 heiratete Clark Gladys Maud „Mollie“ White, die er im University Museum of Archeology and Ethnology kennengelernt hatte.

## Gründung der Prehistoric Society und des Fenland Research Committee
Im Jahr 1932 gründete Clark das Fenland Research Committee, in welchem die Fachgebiete von Botanik, Geologie, Geographie, Biologie, Geschichte und prähistorischer Archäologie zur Verbesserung der Forschung zusammengeführt wurden. Das Komitee tagte dreimal im Jahr; bei diesen Treffen wurden die anstehenden Aufgaben verteilt, und es wurde über neue Forschungen debattiert.
Bereits zu einem frühen Zeitpunkt seiner archäologischen Ausbildung war Clark Mitglied der Prehistoric Society of East Anglia geworden. Zusammen mit seinen Freunden und Kollegen Charles Phillips (der Geschichtslehrer in Cambridge war) und Stuart Piggott (der zur gleichen Zeit wie Clark über neolithische Keramik promovierte), bewirkte Clark am 2. Mai 1935 die Umbenennung und Neugründung der Gesellschaft in Prehistoric Society und damit die Öffnung der Gesellschaft auch für archäologische Forschungen in anderen Teilen des Landes. Clark wurde anlässlich dieses Neugründungstreffens zum maßgeblichen Redakteur der Zeitschrift gewählt; diesen Posten behielt er 35 Jahre lang.
Unter Clarks Ägide wurde das Magazin der Gesellschaft (die Proceedings) wesentlich gefördert, sodass dort nicht nur aufstrebende, bisher unbekannte Archäologen veröffentlichten, sondern auch bereits etablierte Wissenschaftler (unter anderen Gordon Childe und Dorothy Garrod). Obwohl Clark in späteren Jahren mehrere Leute als Assistenten (Stuart Piggott, Kenneth Page Oakley) zur Verfügung gestellt worden waren, erledigte er die Arbeiten am Redigieren der Texte weitgehend alleine.

## Reisen und berufliche Tätigkeit
Nach seiner Promotion im Jahre 1932 reiste Clark nach Holland, Dänemark und Deutschland, wo er wichtige berufliche Kontakte knüpfte (u. a. mit Therkel Matthiassen, J. Troels-Smith, Gudmun Hatt) und Informationen über die Besiedlung dieser Länder in prähistorischer Zeit in Erfahrung brachte. Als Ergebnis dieser Reisen erschien 1936 das Buch The Mesolithic Settlement of Northern Europe; in diesem Werk wurden erstmals neue Datierungsmethoden zur zeitlichen Einordnung von Steingeräten vorgestellt; darüber hinaus hatte Clark zum ersten Mal auch für die naturwissenschaftliche Analyse von Holz- und Knochenartefakten plädiert. Diese Hinwendung zur Adaption naturwissenschaftlicher Verfahrensweisen im Kontext der Ur- und Frühgeschichte sollte später zu einer Bekanntschaft mit Willard Frank Libby, dem Erfinder der Radiokohlenstoffmethode führen: Libby datierte Holzüberreste aus der Fundstelle von Starr Carr in der Grafschaft Yorkshire (1949–1951).

## Militärdienst
Grahame Clark wurde während des Zweiten Weltkrieges zum Militärdienst bei der Royal Air Force (RAF) herangezogen; dort war er auf dem Stützpunkt in Medmenham stationiert, wo er bei der Abteilung zur Auswertung von Luftaufklärungsbildern half. Im Gegensatz zu vielen seiner Freunde musste Clark (aufgrund seiner angeschlagenen Gesundheit) niemals ins Ausland oder an die Front, sodass er sich selbst während des Krieges noch dem Redigieren der (zahlenmäßig stark zurückgegangenen) Artikel der Proceedings widmen konnte. In jener Zeit beschäftigte sich Clark auch mit Gedanken an eine Vorgeschichtserforschung anhand bislang wenig beachteter Faktoren (zum Beispiel Wasser, Wale, Wälder, Schafe oder Fische), also mit einer Ausweitung der prähistorischen Archäologie auch auf wirtschaftliche Strukturen der Menschen.
Zu Kriegsende erhielt Clark eine Professur in Cambridge an der Seite seiner Bekannten Dorothy Garrod; mit ihr als Kollegin half er, das ur- und frühgeschichtliche Institut der Universität wiederaufzubauen.

## Die Nachkriegsjahre
Das größte Projekt, das Clark nach dem Krieg in Angriff nahm, war die Ausgrabung der prähistorischen Feuchtbodensiedlung Star Carr nahe Seamer (in Yorkshire). Die Grabungen erstreckten sich auf die Jahre 1949 bis 1951; dabei wurden nicht nur Feuersteinartefakte, sondern auch organische Überreste gefunden, mit denen Clark mehrere Holzplattformen rekonstruieren konnte, die in einen See hineingebaut worden waren. Die Faunenüberreste ließ Clark später vom British Museum in London untersuchen, die Holzreste wurden vom Amerikaner Williard Libby 14C datiert (auf 9488 ± 350 Jahre vor heute). Die Monographie zu Star Carr wurde im Jahr 1954 veröffentlicht.
Dem voraus ging allerdings noch Clarks Gemeinschaftsarbeit mit Stuart Piggot: Prehistoric Europe: The Economic Basis. Vielen gilt dieses Buch als Clarks größter Erfolg; in ihm berichteten die beiden Archäologen über neueste Forschungen zur Wirtschaftsweise der Vorzeit (unter anderem aufgrund der Funde in Star Carr und der Reisen Clarks).
1952 verließ Dorothy Garrod Cambridge und ging in Pension. Grahame Clark übernahm ihren Lehrstuhl. 1961 wurde Clark in die American Academy of Arts and Sciences gewählt, 1974 in die National Academy of Sciences.

## Gastprofessuren
Aufgrund seiner – mittlerweile weltweiten – Bekanntheit erhielt Clark Gastprofessuren in verschiedenen Ländern der Welt, so zum Beispiel
- die Grant McCurdy-Professur in Harvard (USA, 1957)
- die W. Evans-Dozentenstelle in Otago (Neuseeland)
- die Commonwealth Visiting Fellow (Australien, 1964)
- die Hitchcock-Professur in Berkeley (California, 1969)
- sowie eine Gastprofessur an der Universität von Uppsala (Schweden, 1972)

1961 veröffentlichte Clark die erste Version seines Hauptwerkes World Prehistory. In ihr behandelte er die Archäologie der gesamten Welt in einem einzigen großen Kontext; darüber hinaus führte er auch die Bezeichnungen der unterschiedlichen Technologielevel (Mode 1 beispielsweise für das Oldowan, Mode 2 für das Acheuléen etc.) ein. Die zweite, überarbeitete Version des Werkes folgte 1969 (Word Prehistory: A new outline), die endgültige Version 1977.

## Späte Jahre und Alter
Auch im Alter veröffentlichte Clark noch wichtige Werke zur Archäologie: Im Jahr 1975 beispielsweise erschien The Earlier Stone Age Settlement of Scandinavia; dieses Buch stellte im Wesentlichen eine Verbesserung des Werkes von 1936 dar.
1978 reiste Clark nach Indien. Weitere Bücher, die in dieser Zeit entstanden, waren:
- Mesolithic Prelude (1980)
- The Identity of Man (1983)
- Symbols of Excellence (1986)
- Space, time and man (1992)

Nachdem er in seinem Leben bereits wichtige Auszeichnungen und Ehrungen bekommen hatte (unter anderem einen Ehrendoktortitel der Universität Uppsala), wurden Clark und seine Frau im Jahr 1992 in den Ritterstand erhoben. Zum Zeitpunkt seines Todes arbeitete Sir Grahame Clark an einem weiteren Buch namens Man the Spiritual Primate; dieses Werk wurde jedoch aufgrund seines Ablebens am 12. September 1995 nicht mehr fertiggestellt.

## Übersicht der wichtigsten Publikationen
- Notes on the flint implemets on Granham Hill and around Panterwick. In: Report of the Marlborough College Natural History Society. 72, 1923, ZDB-ID 1155838-6 , S. 85–89.
- Surface flint implements from Marlborough and Seaford compared. In: Report of the Marlborough College Natural History Society. Band 73, 1924, S. 75–79.
- Gravers from Marlborough and Seaford. In: Report of the Marlborough College Natural History Society. Band 74, 1925, S. 114.
- Sarsen implements. In: Report of the Marlborough College Natural History Society. Band 75, 1926, S. 73–75.
- The Mesolithic Age in Britain. Cambridge University Press, Cambridge 1932.
- mit Harry Godwin, Margaret E. Godwin und William A. Macfadyen: Report on an Early Bronze Age site in the south-eastern Fens. In: Antiquaries Journal. Band 13, Nr. 3, 1933, ISSN 0079-497X, S. 266–296, doi:10.1017/S0003581500015778.
- The Mesolithic Settlement of Northern Europe. A Study of the Food-Gathering Peoples of Northern Europe during the Early Post-glacial Period. Cambridge University Press, Cambridge 1936.
- Archeology and Society. Methuen, London 1939.
- mit Harry Godwin, Francis C. Fraser und Judith E. King: A preliminary report on excavations at Star Carr, Seamer, Scarborough, Yorkshire, 1949. In: Proceedings of the Prehistoric Society. NS Band 15, 1949, ISSN 0079-497X, S. 52–69, doi:10.1017/S0079497X00019198.
- Prehistoric Europe. The Economic Basis. Methuen, London 1952.
- Excavations at Star Carr. An Early Mesolithic Site at Seamer, near Scarborough, Yorkshire. Cambridge University Press, Cambridge 1954.
- Die ersten 500.000 Jahre. In: Die Welt aus der wir kommen. Knaur, 1961.
- World Prehistory. A New Outline. Cambridge University Press, Cambridge 1961 (3rd edition: World Prehistory. In New Perspective. ebenda 1977, ISBN 0-521-29178-X).
- Radiocarbon dating and the expansion of farming culture from the Near East over Europe. In: Proceedings of the Prehistoric Society. NS Band 31, 1965, S. 58–73, doi:10.1017/S0079497X00014717.
- The invasion hypothesis in British Archeology. In: Antiquity. Band 40, Nr. 159, 1966, ISSN 0003-598X, S. 172–189, doi:10.1017/S0003598X00032488.
- The Stone Age Hunters. Thames and Hudson, London 1967
- The Earlier Stone Age Settlement of Scandinavia. Cambridge University Press, Cambridge 1975.
- Mesolithic Prelude. The Paleolithic-Neolithic Transition in Old World Prehistory. Edinburgh University Press, Edinburgh 1980, ISBN 0-85224-365-0.
- The Identity of Man. As seen by an Archaeologist. Methuen, London u. a. 1983, ISBN 0-416-33550-0.
- Symbols of Excellence. Precious Materials as Expressions of Status. Cambridge University Press, Cambridge 1986, ISBN 0-521-30264-1.
- Space, time and man. A Prehistorian's view. Cambridge University Press, Cambridge u. a. 1992, ISBN 0-521-40065-1.
- Sowie das unpublizierte Manuskript von Man the Spiritual Primate.[11]